# أدولف ماير (عالم)
أدولف ماير (1843 - 1942) مختص كيمياء زراعية ألماني ومدير محطة التجارب الزراعية في فاغينينغين بهولندا. طلب منه عام 1879 دراسة مرض غريب أصاب التبغ.